# Salem, Tamil Nadu
Salem  pronunciationⓘ (tiếng Tamil: சேலம்) là một thành phố và là một hội đồng đô thị ở quận Salem ở bang Tamil Nadu của Ấn Độ. Tọa lạc bên phía Tây của bang cực nam Ấn Độ, đây là thành phố lớn thứ tư của bàng Tamil Nadu, sau Chennai, Coimbatore, và Madurai. Hầu như được bao quanh hoàn toàn bởi đồi, Salem là một trung tâm dệt.

## Địa lý
Salem có vị trí 11°39′B 78°10′Đ / 11,65°B 78,17°Đ Nó có độ cao trung bình là 278 mét (912 feet).

## Nhân khẩu
Theo điều tra dân số năm 2001 của Ấn Độ, Salem có dân số 693.236 người. Phái nam chiếm 51% tổng số dân và phái nữ chiếm 49%. Salem có tỷ lệ 71% biết đọc biết viết, cao hơn tỷ lệ trung bình toàn quốc là 59,5%: tỷ lệ cho phái nam là 76%, và tỷ lệ cho phái nữ là 65%. Tại Salem, 10% dân số nhỏ hơn 6 tuổi.